# Jace Everett (album)
Jace Everett è il primo album in studio del cantautore statunitense Jace Everett, pubblicato il 22 novembre 2005 dall'etichetta Epic Records.
Il primo singolo estratto dal disco è That's the Kind of Love I'm In, mentre il secondo è Bad Things, che qualche anno più tardi diventerà la sigla della serie televisiva della HBO True Blood.

## Tracce

### Edizione standard
1. Everything I Want 3:33
2. That's the Kind of Love I'm In 2:54
3. Bad Things 2:44
4. I Gotta Have It 2:43
5. Half of My Mistakes 4:06
6. The Other Kind 3:27
7. A Little Less Lonely 2:54
8. Gold 3:38
9. Nowhere in the Neighborhood 4:00
10. Between a Father and a Son 3:50
11. Bad Things (Club Mix) 4:32